# Käthe Kruse

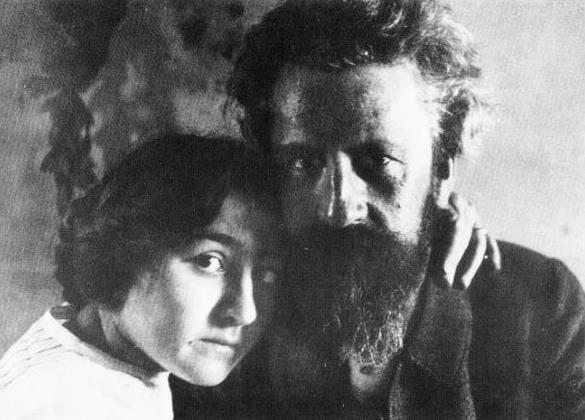
Max och Käthe Kruse.

Käthe Kruse, född Simon 17 september 1883 i Breslau, död 19 juli 1968 i Murnau am Staffelsee, var en tysk docktillverkare och konsthantverkare. Hon var gift med konstnären Max Kruse och mor till författaren Max Kruse.
År 1904 formgav hon den så kallade Käthe Kruse-dockan som ett alternativ till de massproducerade dockorna med stereotypa utseenden. Hon gav varje docka ett individuellt levande barnsligt utseende. Dockorna var försedda med äkta människohår och skorna tillverkades i läder, i övrigt var dockorna gjorda av preparerat tyg. Käte Kruses dockor har blivit flitigt imiterade. Tillverkningen bestod av både flick- och pojkdockor. Dessa dockor av äldre datum är numera eftertraktade samlarobjekt.